# Stárkov
Stárkov (in tedesco Starkstadt) è una città della Repubblica Ceca facente parte del distretto di Náchod, nella regione di Hradec Králové.